# Спутник (премия, 2004)
8-я церемония ежегодной премии Спутник (Golden Satellite Awards) в честь лучших фильмов 2003 года была проведена 23 января 2004 года.

## Особые награды за достижения в кинематографе
Награда Мэри Пикфорд (55 industry) — Арнон Милчен
Награда Николы Теслы (за выдающиеся эффекты и инновации в 3D-линзах) — Джеймс Кэмерон
Специальная награда (за выдающийся талант) — Питер Динклэйдж

## Победители и номинанты в категории кинофильмов

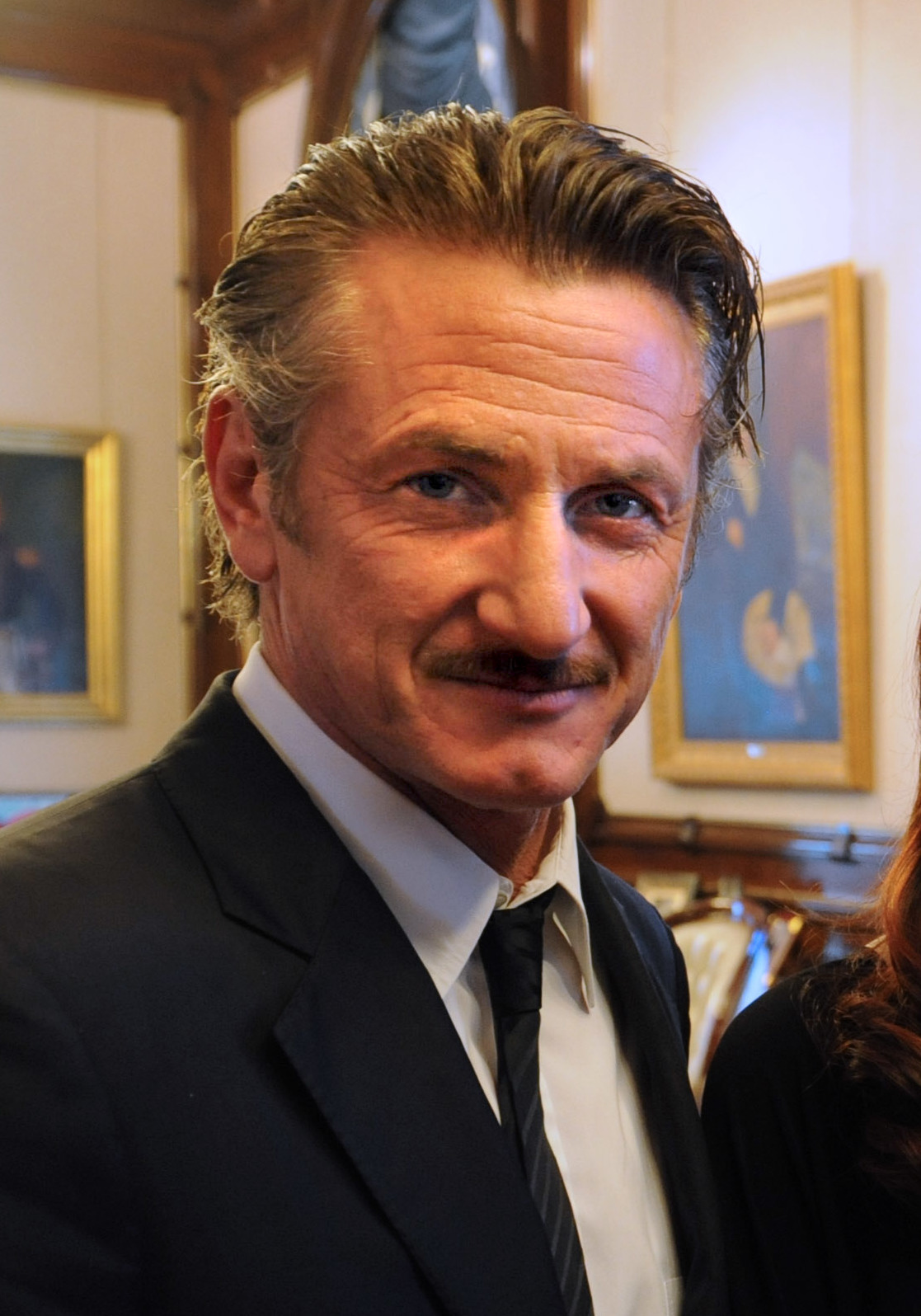
Шон Пенн — Лучший актёр — Драма

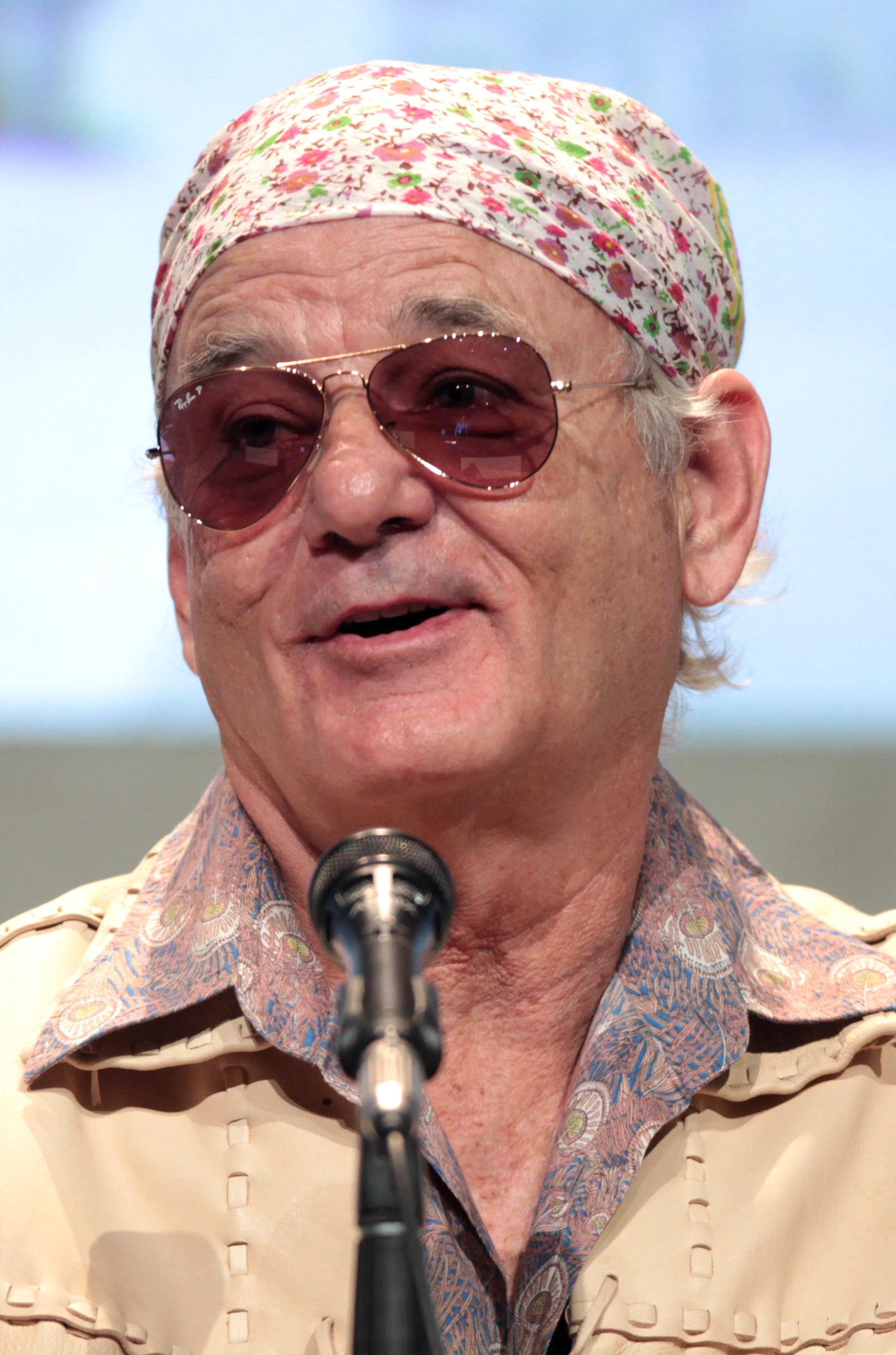
Билл Мюррей — Лучший актёр — Мюзикл или Комедия

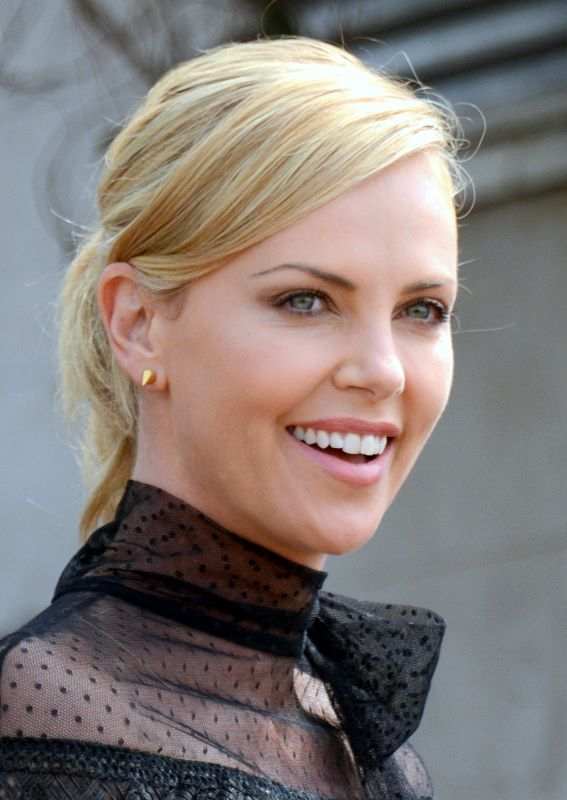
Шарлиз Терон — Лучшая актриса — Драма

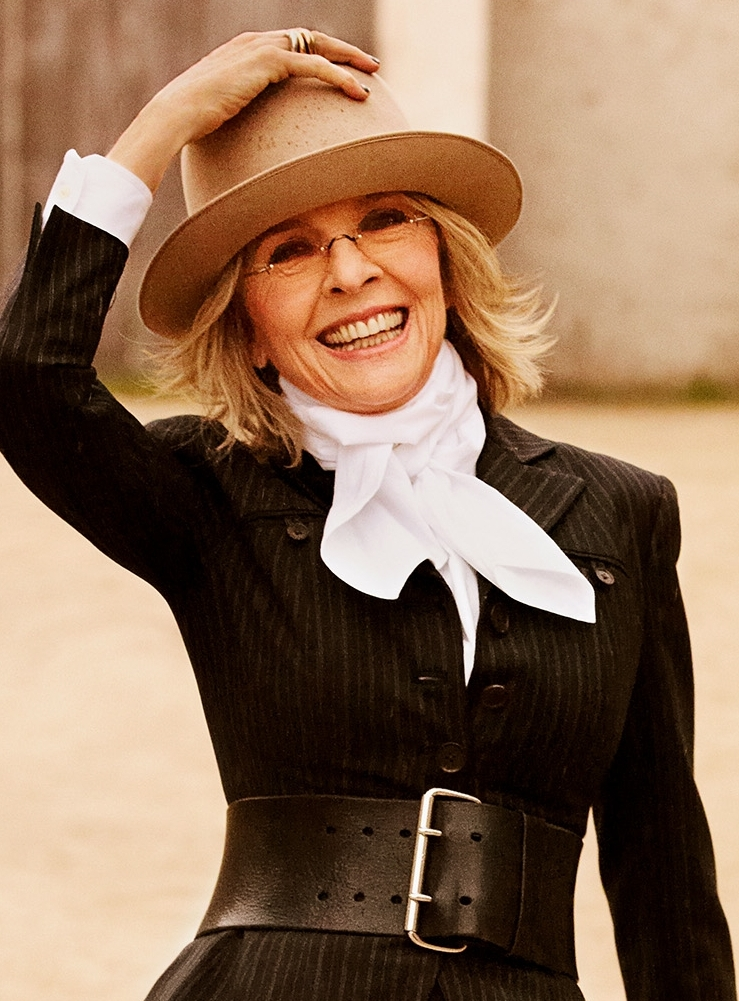
Дайана Китон — Лучшая актриса — Мюзикл или Комедия

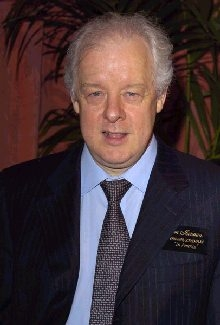
Джим Шеридан — Лучший режиссёр

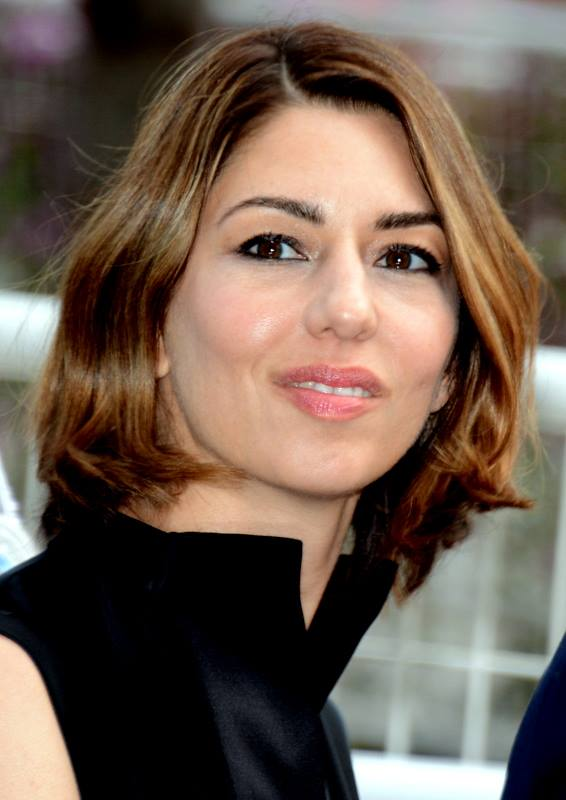
София Коппола — Лучший оригинальный сценарий

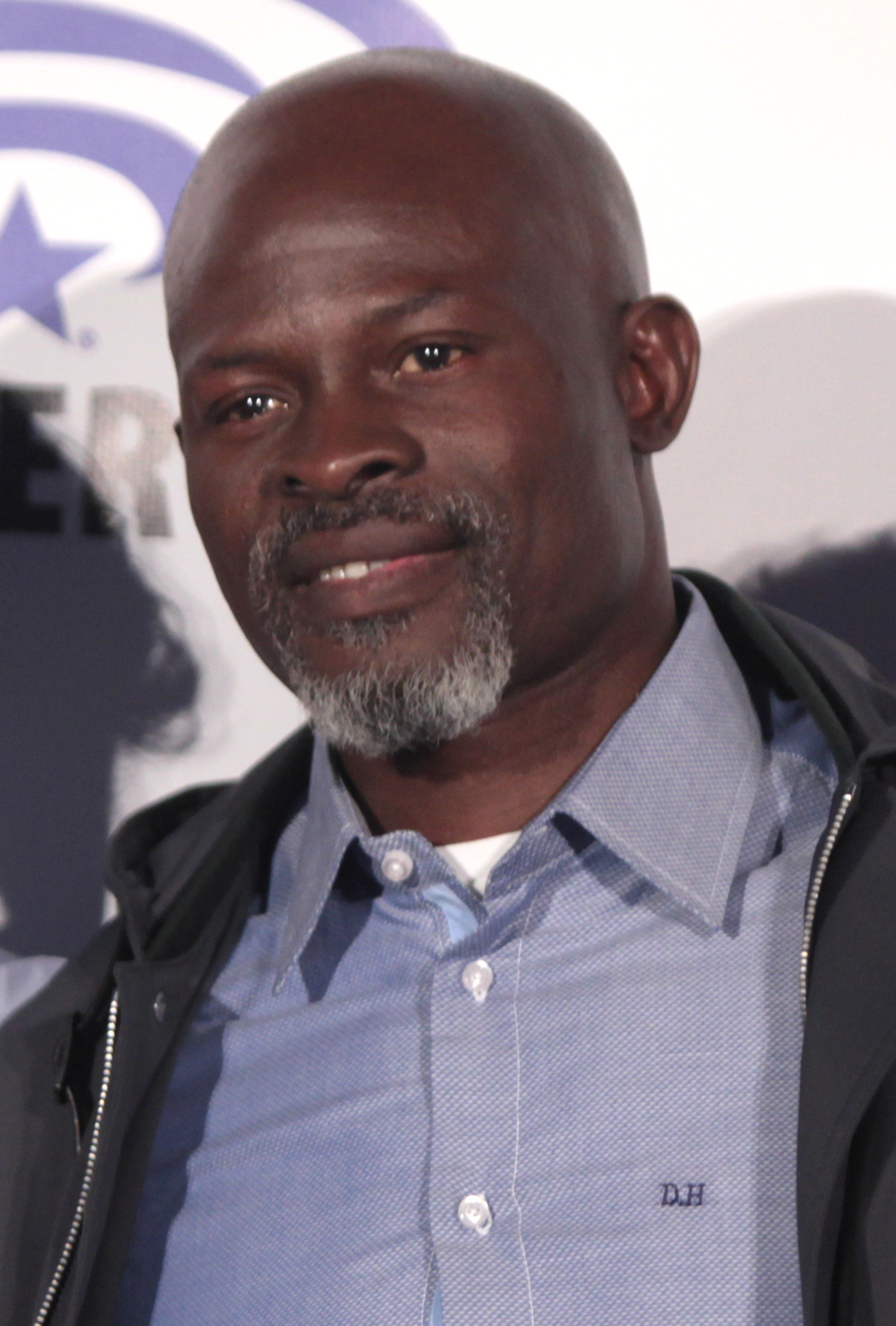
Джимон Хонсу — Лучший актёр второго плана — Драма

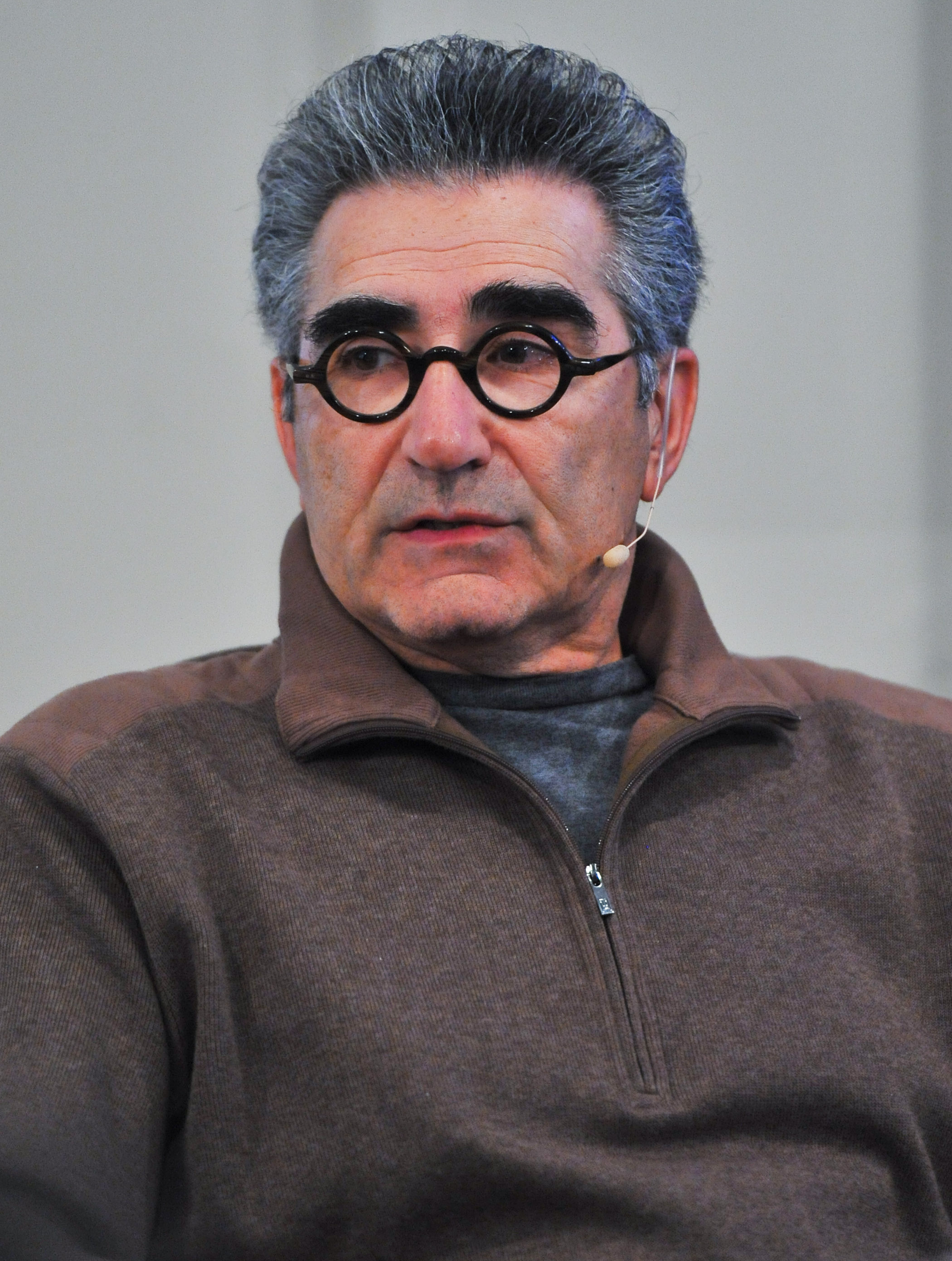
Юджин Леви — Лучший актёр второго плана Мюзикл или Комедия

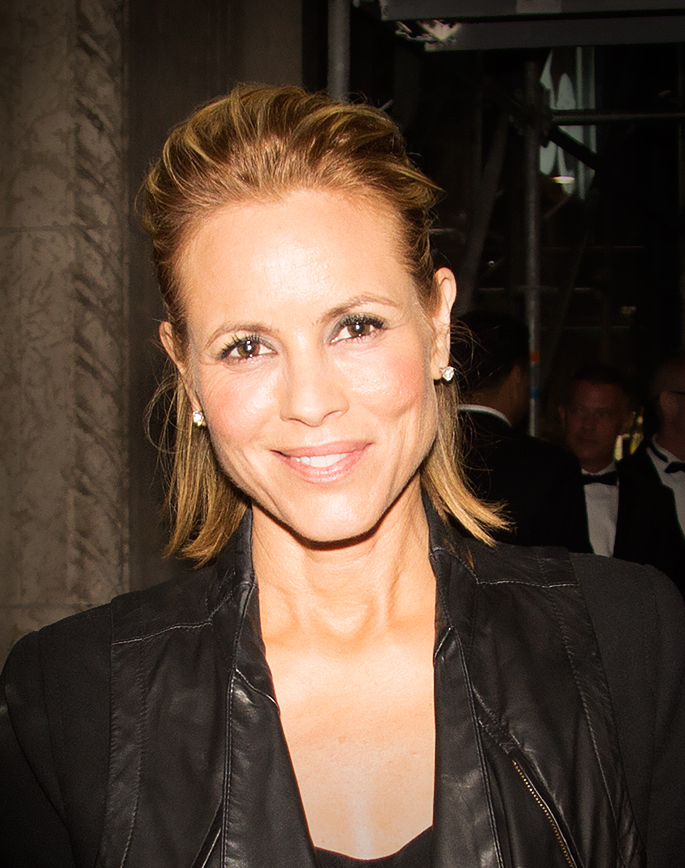
Мария Белло — Лучшая актриса второго плана — Драма

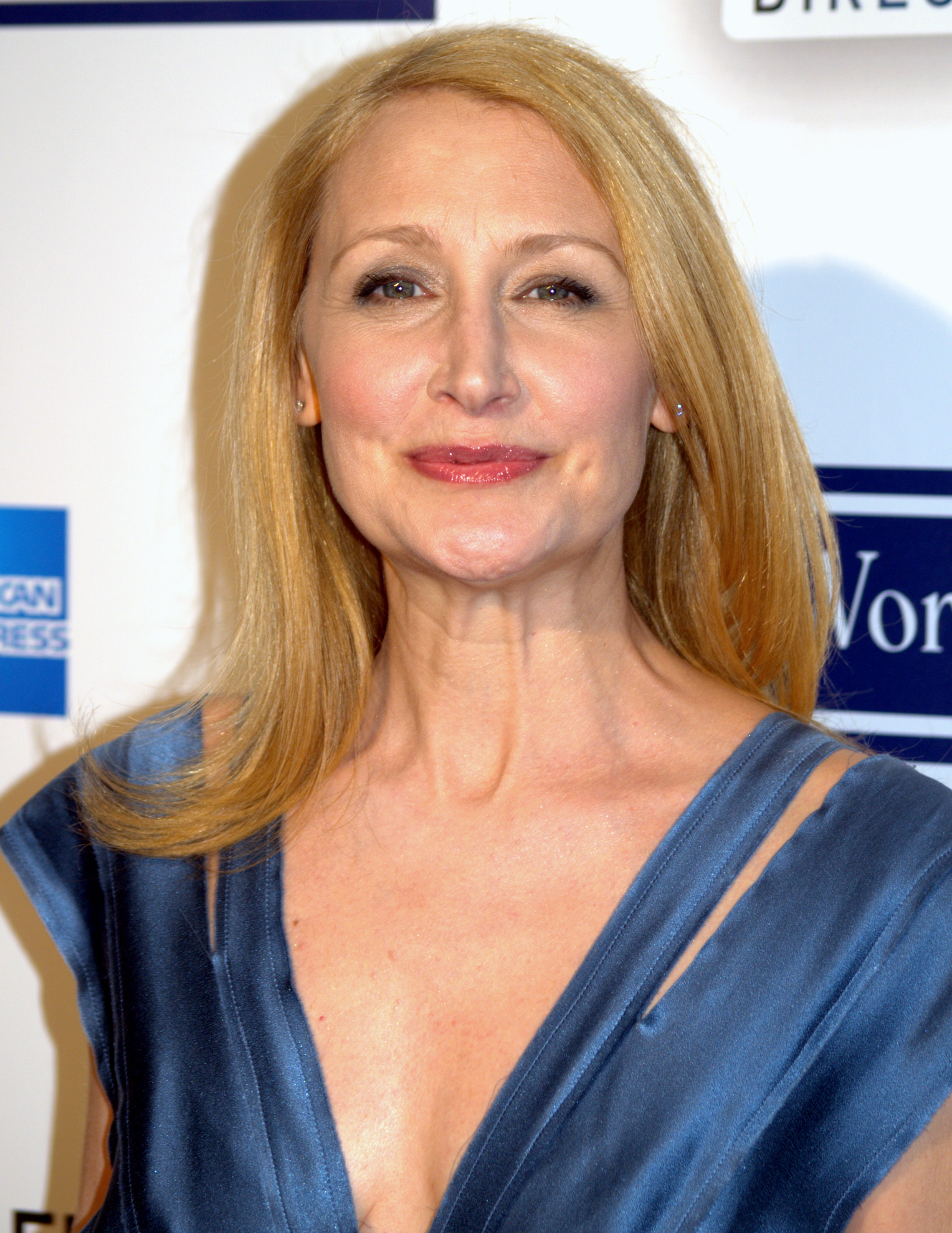
Патрисия Кларксон — Лучшая актриса второго плана — Мюзикл или Комедия

### Лучший актёр — Драма
Шон Пенн — 21 грамм и Таинственная река
- Хайден Кристенсен — Афера Стивена Гласса
- Пэдди Консидайн — В Америке
- Том Круз — Последний самурай
- Джуд Лоу — Холодная гора
- Уильям Х. Мейси — Тормоз (фильм)

### Лучший актёр — Мюзикл или Комедия
Билл Мюррей — Трудности перевода
- Джек Блэк — Школа рока
- Джонни Депп — Пираты Карибского моря: Проклятие Чёрной жемчужины
- Роберт Дауни мл. — Поющий детектив
- Поль Джиаматти — Американское великолепие
- Билли Боб Торнтон — Плохой Санта

### Лучшая актриса — Драма
Шарлиз Терон — Монстр
- Дженнифер Коннели — Дом из песка и тумана
- Тони Колетт — Японская история
- Саманта Мортон — В Америке
- Никки Рид — Тринадцать
- Наоми Уоттс — 21 грамм
- Иван Рейчел Вудс — Тринадцать

### Лучшая актриса — Мюзикл или Комедия
Дайана Китон — Любовь по правилам и без
- Джейми Ли Кёртис — Чумовая пятница
- Хоуп Дэвис — Американское великолепие
- Кэти Холмс — Праздник Эйприл
- Дайан Лейн — Под солнцем Тосканы
- Хелен Миррен — Девочки из календаря

### Лучший анимированный или смешанный фильм
Трио из Бельвилля
- Братец Медвежонок
- В поисках Немо
- Луни Тюнз: Снова в деле
- Актриса тысячелетия
- Синдбад: Легенда семи морей

### Лучший художник-постановщик
Властелин колец: Возвращение короля
- Убить Билла. Фильм 1
- Последний самурай
- Хозяин морей: На краю земли
- Фаворит (фильм, 2003)
- Оседлавший кита

### Лучшая операторская работа
Последний самурай — Джон Толл
- Девушка с жемчужной серёжкой
- Властелин колец: Возвращение короля
- Хозяин морей: На краю земли
- Таинственная река
- Фаворит (фильм, 2003)

### Лучший дизайн костюмов
Последний самурай — Нгила Диксон
- Кампания
- Властелин колец: Возвращение короля
- Хозяин морей: На краю земли
- Пираты Карибского моря: Проклятие Чёрной жемчужины
- Фаворит (фильм, 2003)

### Лучший режиссёр
Джим Шеридан — В Америке
- Shari Springer Berman and Robert Pulcini — Американское великолепие
- Ники Каро — Оседлавший кита
- София Коппола — Трудности перевода
- Клинт Иствуд — Таинственная река
- Кетрин Хардвик — Тринадцать

### Лучший документальный фильм
Amandla!: A Revolution in Four-Part Harmony
- Capturing the Friedmans
- Туман войны: Одиннадцать уроков из жизни Роберта Макнамары
- Lost in La Mancha
- My Flesh and Blood
- Stevie

### Лучший монтаж
Последний самурай — Victor Du Bois and Стивен Розенблюм
- Дом из песка и тумана
- Властелин колец: Возвращение короля
- Хозяин морей: На краю земли
- Таинственная река
- Фаворит (фильм, 2003)

### Лучший фильм — Драма
В Америке
- Последний самурай
- Властелин колец: Возвращение короля
- Хозяин морей: На краю земли
- Таинственная река
- Тринадцать
- Оседлавший кита

### Лучший фильм — Мюзикл или Комедия
Трудности перевода
- Американское великолепие
- Плохой Санта
- Играй как Бекхэм
- Могучий ветер
- Пираты Карибского моря: Проклятие Чёрной жемчужины

### Лучший фильм на иностранном языке
Город Бога, Бразилия
- Нашествие варваров, Канада
- Мрачное воскресенье, Германия
- Месье Ибрагим и цветы Корана, Франция
- Усама, Афганистан/Иран
- Весна, лето, осень, зима… и снова весна, Республика Корея

### Лучшая музыка к фильму
«Последний самурай» — Hans Zimmer
- «Лагерь (Camp)» — Stephen Trask
- «Холодная гора» — Gabriel Yared
- «В поисках Немо» — Thomas Newman
- «Властелин колец: Возвращение короля» — Говард Шор
- «Последний рейд» — Джеймс Хорнер
- «Фаворит (фильм, 2003)» — Рэнди Ньюман

### Лучшая песня
«Siente mi amor» — Однажды в Мексике
- «Cross the Green Mountain» — Боги и генералы
- «Great Spirits» — Братец Медвежонок
- «The Heart of Every Girl» — Улыбка Моны Лизы
- «How Shall I See You Through My Tears» — Camp
- «A Kiss at the End of the Rainbow» — Могучий ветер

### Лучший сценарий — Адаптированный
Таинственная река — Brian Helgeland
- Американское великолепие — Shari Springer Berman and Robert Pulcini
- Холодная гора — Энтони Мингелла
- Фаворит (фильм, 2003) — Гари Росс
- Афера Стивена Гласса — Билли Рэй
- Оседлавший кита — Ники Каро

### Лучший оригинальный сценарий
Трудности перевода — София Коппола
- 21 грамм — Guillermo Arriaga
- Тормоз (фильм) — Frank Hannah and Wayne Kramer
- Убить Билла. Фильм 1 — Квентин Тарантино и Ума Турман
- Станционный смотритель — Том МакКарти
- Тринадцать — Кетрин Хардвик и Никки Рид

### Лучшая музыка
Хозяин морей: На краю земли
- Убить Билла. Фильм 1
- Последний самурай
- Властелин колец: Возвращение короля
- Таинственная река
- Фаворит (фильм, 2003)

### Лучший актёр второго плана — Драма
Джимон Хонсу — В Америке
- Алек Болдуин — Тормоз (фильм)
- Джефф Бриджес — Фаворит (фильм, 2003)
- Бенисио дель Торо — 21 грамм
- Омар Шариф — Месье Ибрагим и цветы Корана
- Кен Ватанаби — Последний самурай

### Лучший актёр второго плана — Мюзикл или Комедия
Юджин Леви — Могучий ветер
- Джонни Депп — Однажды в Мексике
- Билл Найи — Реальная любовь
- Сэм Рокуэлл — Великолепная афера
- Джеффри Раш — Пираты Карибского моря: Проклятие Чёрной жемчужины
- Томас Сэнгстер — Реальная любовь

### Лучшая актриса второго плана — Драма
Мария Белло — Тормоз (фильм)
- Эмма Болгер — В Америке
- Аннетт Бенинг — Открытый простор
- Патрисия Кларксон — Станционный смотритель
- Marcia Gay Harden — Таинственная река
- Holly Hunter — Тринадцать

### Лучшая актриса второго плана — Мюзикл или Комедия
Патрисия Кларксон — Праздник Эйприл
- Шахин Хан — Играй как Бекхэм
- Скарлетт Йоханссон — Трудности перевода
- Кетрин О'Хара — Могучий ветер
- Эмма Томпсон — Реальная любовь
- Джули Уолтерз — Девочки из календаря

### Лучшие визуальные эффекты
Хозяин морей: На краю земли
- Убить Билла. Фильм 1
- Последний самурай
- Властелин колец: Возвращение короля
- Пираты Карибского моря: Проклятие Чёрной жемчужины
- Терминатор 3: Восстание машин

## Телевизионные победители и номинанты

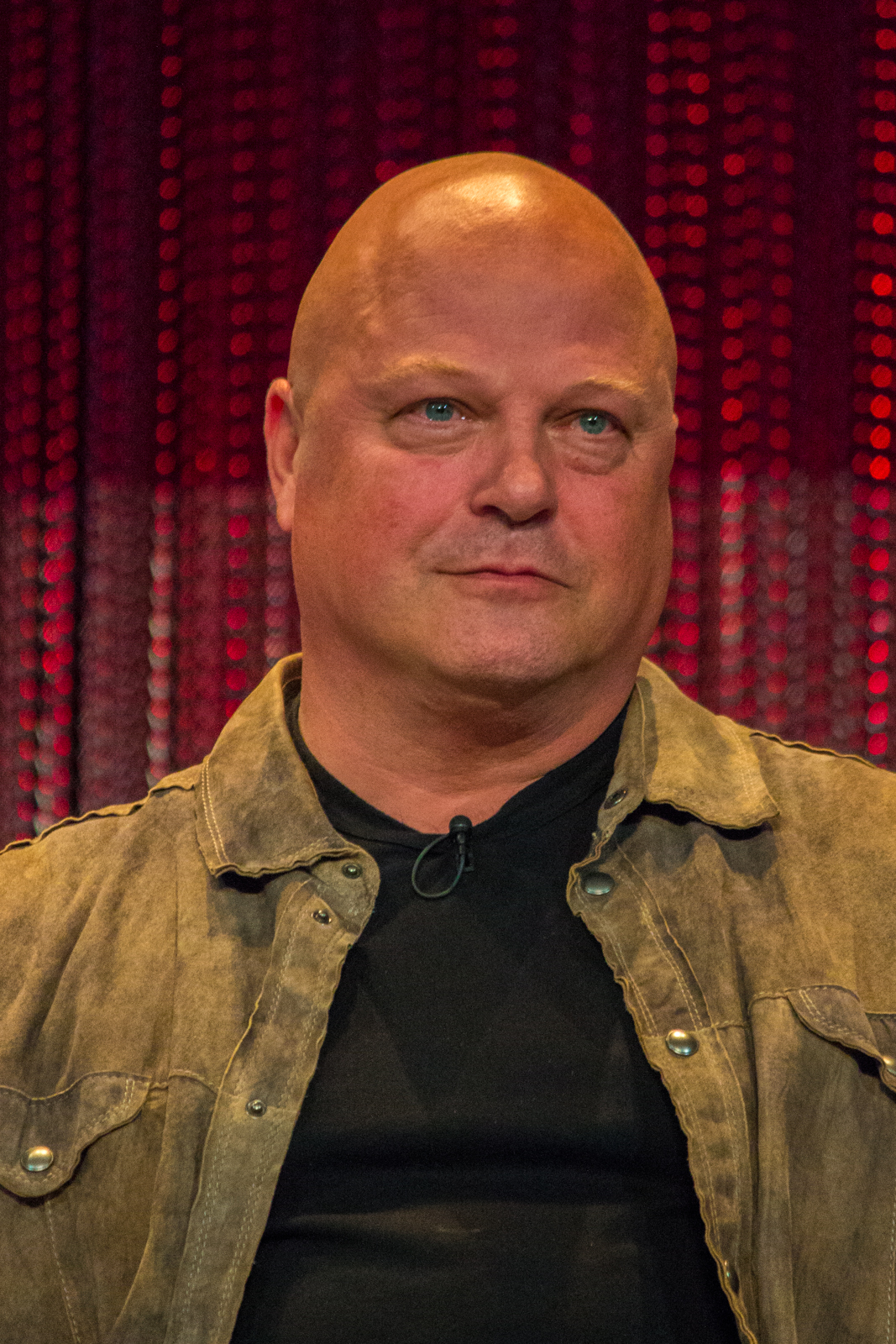
Майкл Чиклис — Лучший актёр в драматическом сериале

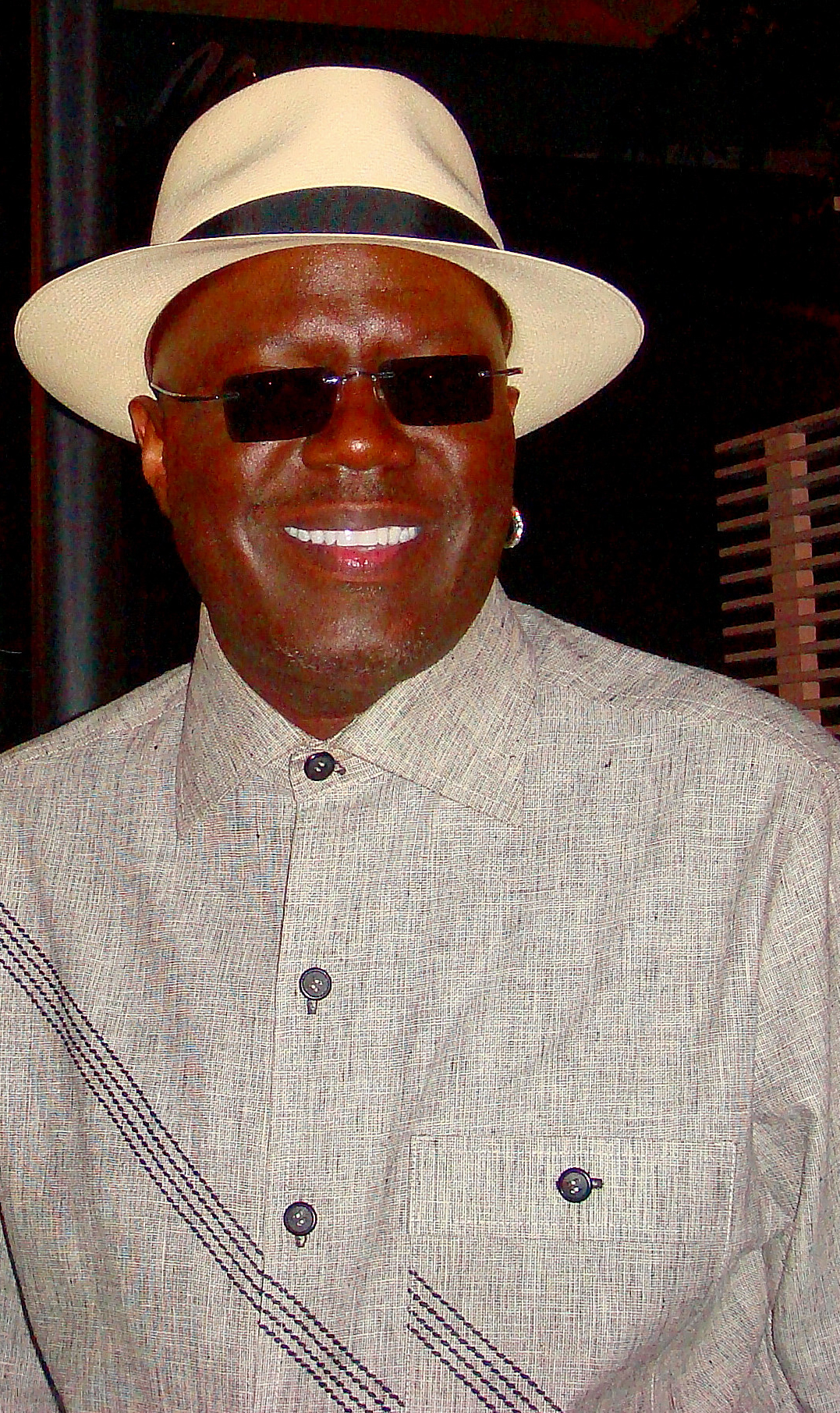
Берни Мак — Лучший актёр в музыкальном или комедийном сериале

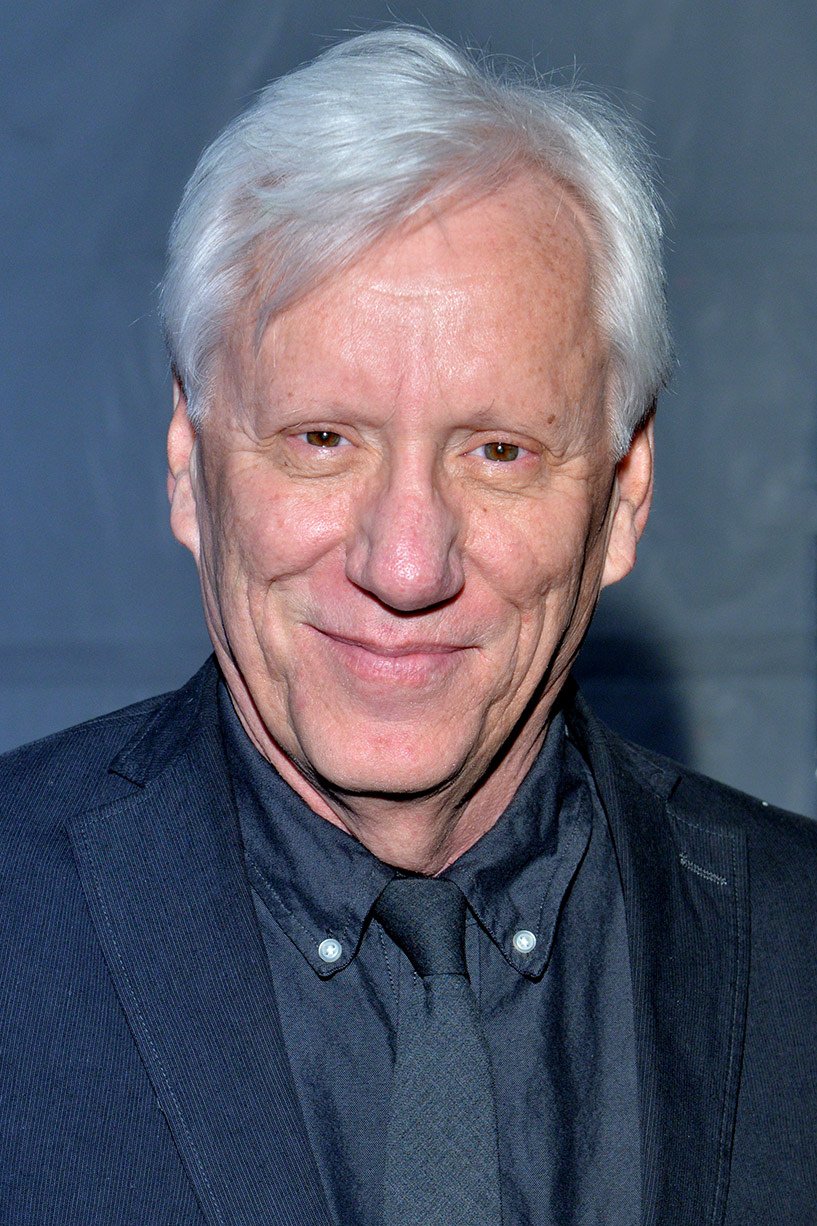
Джеймс Вудз — Лучший актёр в мини-сериале или телефильме

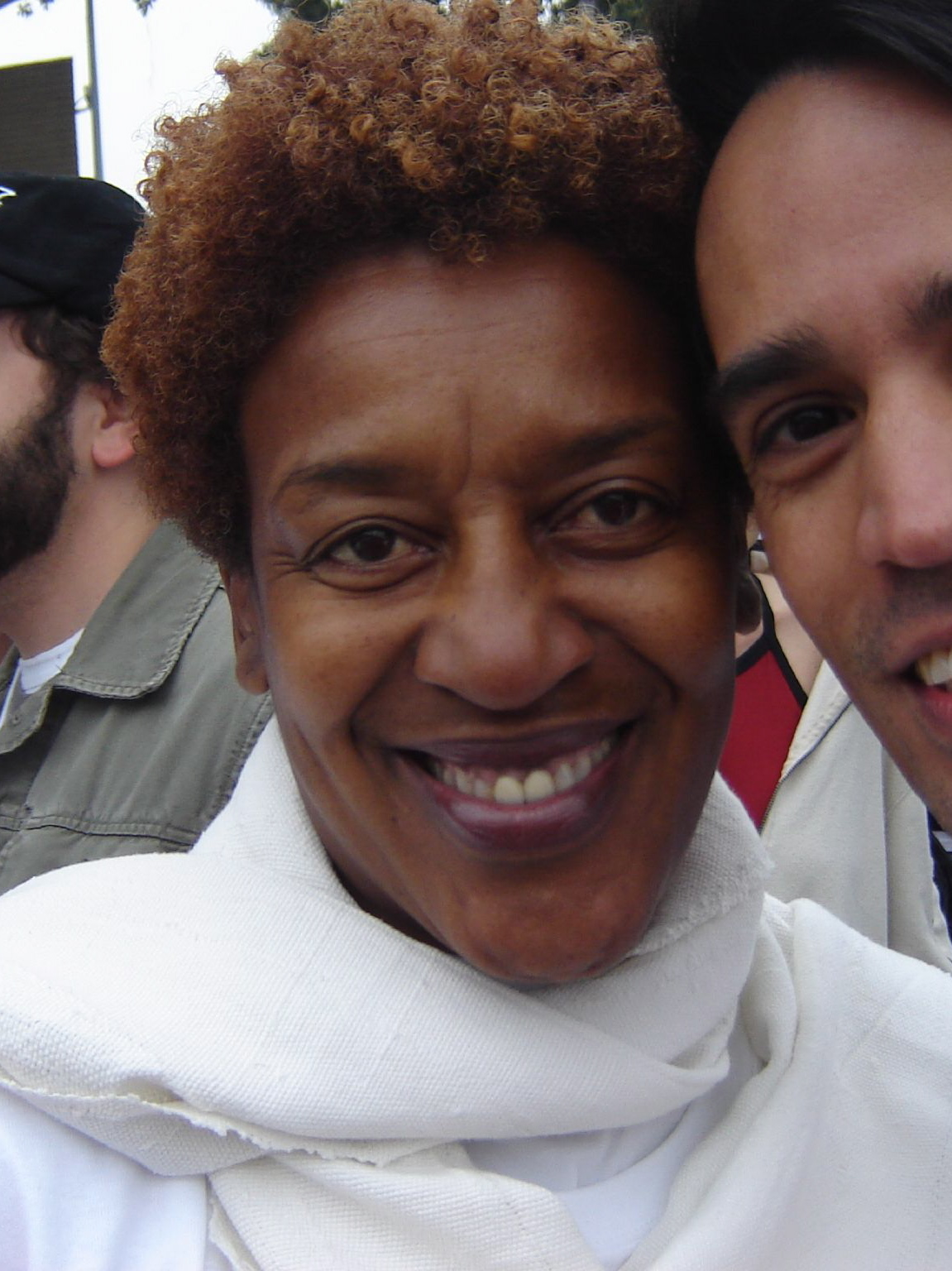
Си Си Паундер — Лучшая актриса в драматическом сериале

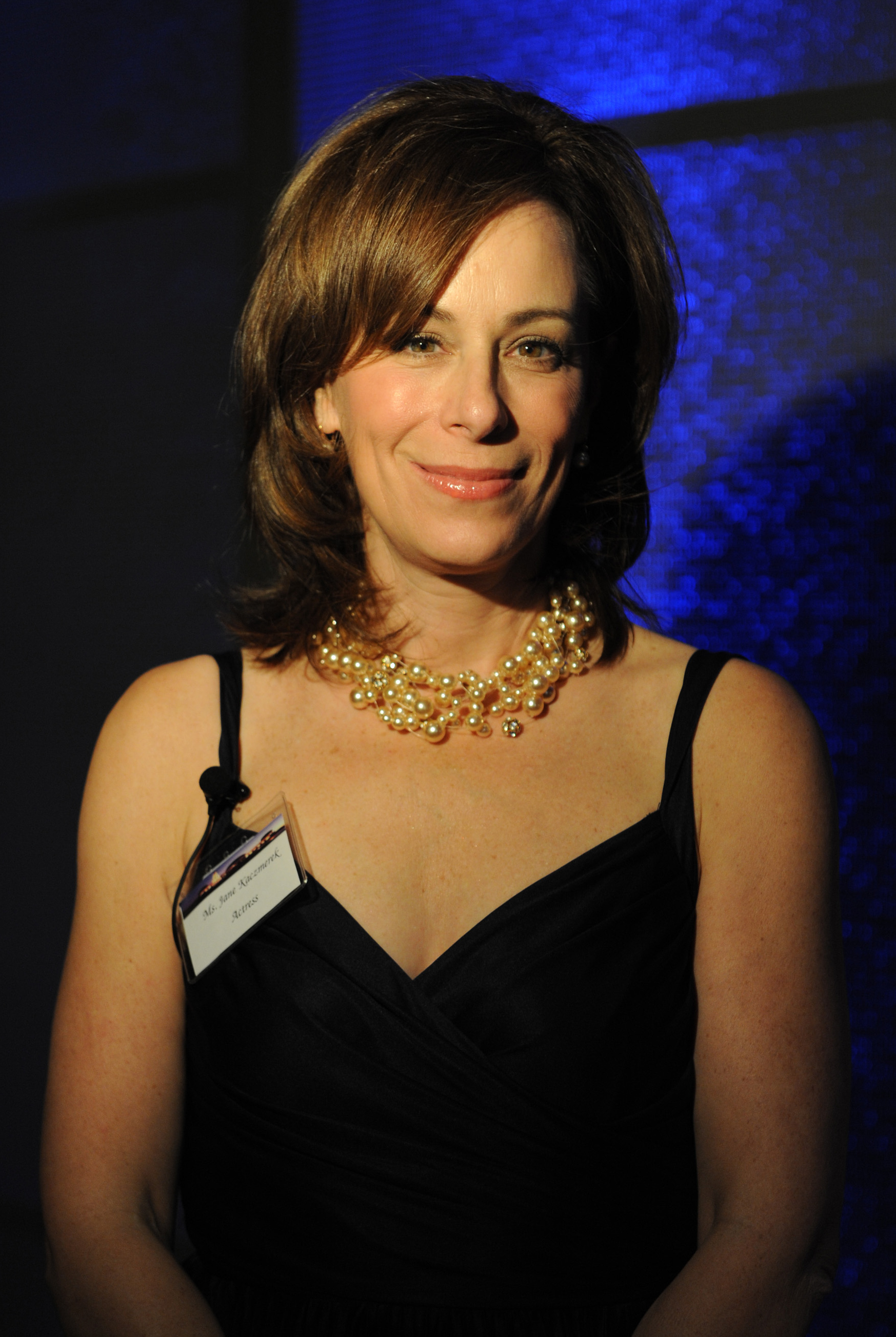
Джейн Кашмарек — Лучшая актриса в музыкальном или комедийном сериале

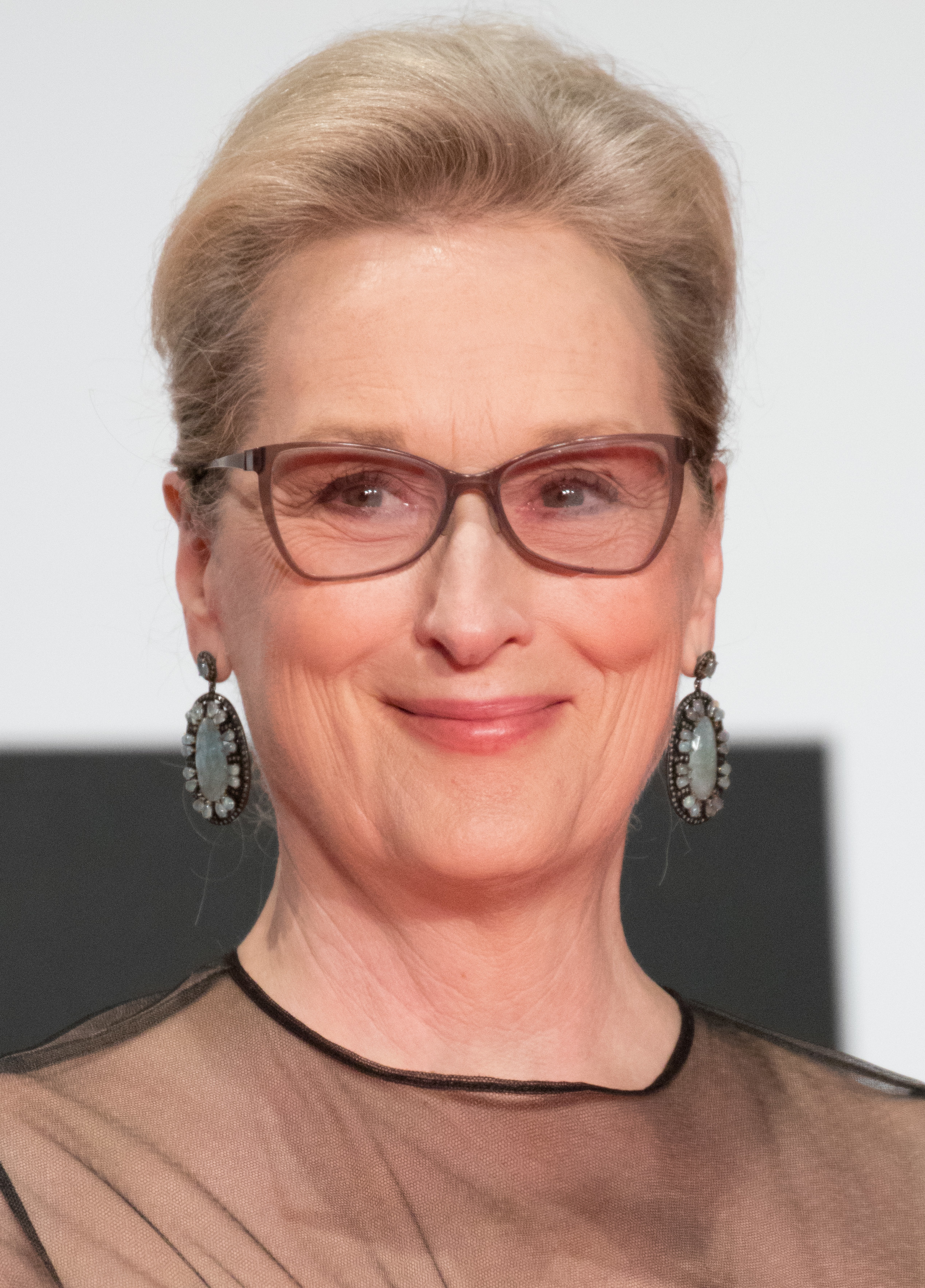
Мерил Стрип — Лучшая актриса в мини-сериале или телефильме

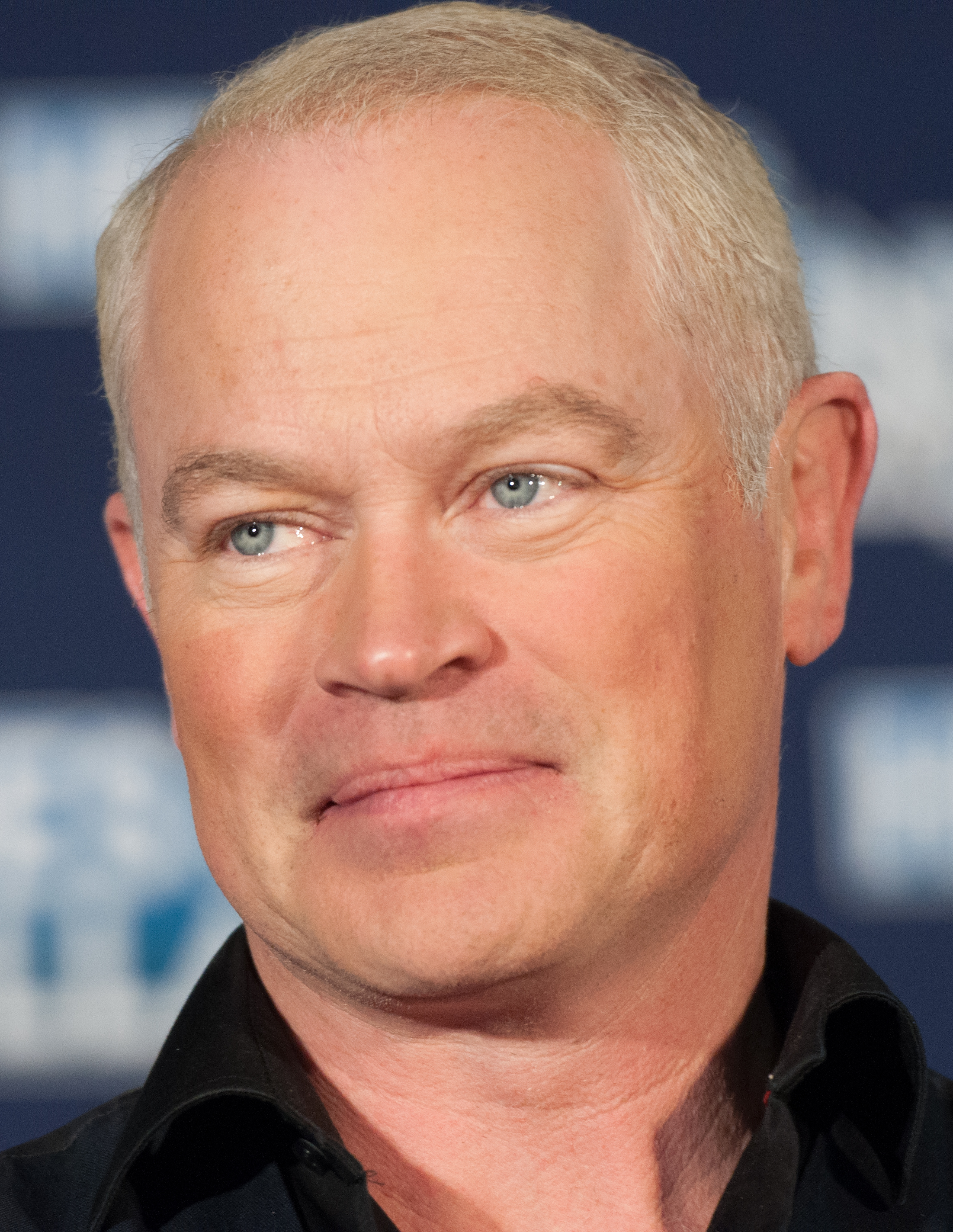
Нил МакДонахью — Лучший актёр второго плана в драматическом сериале

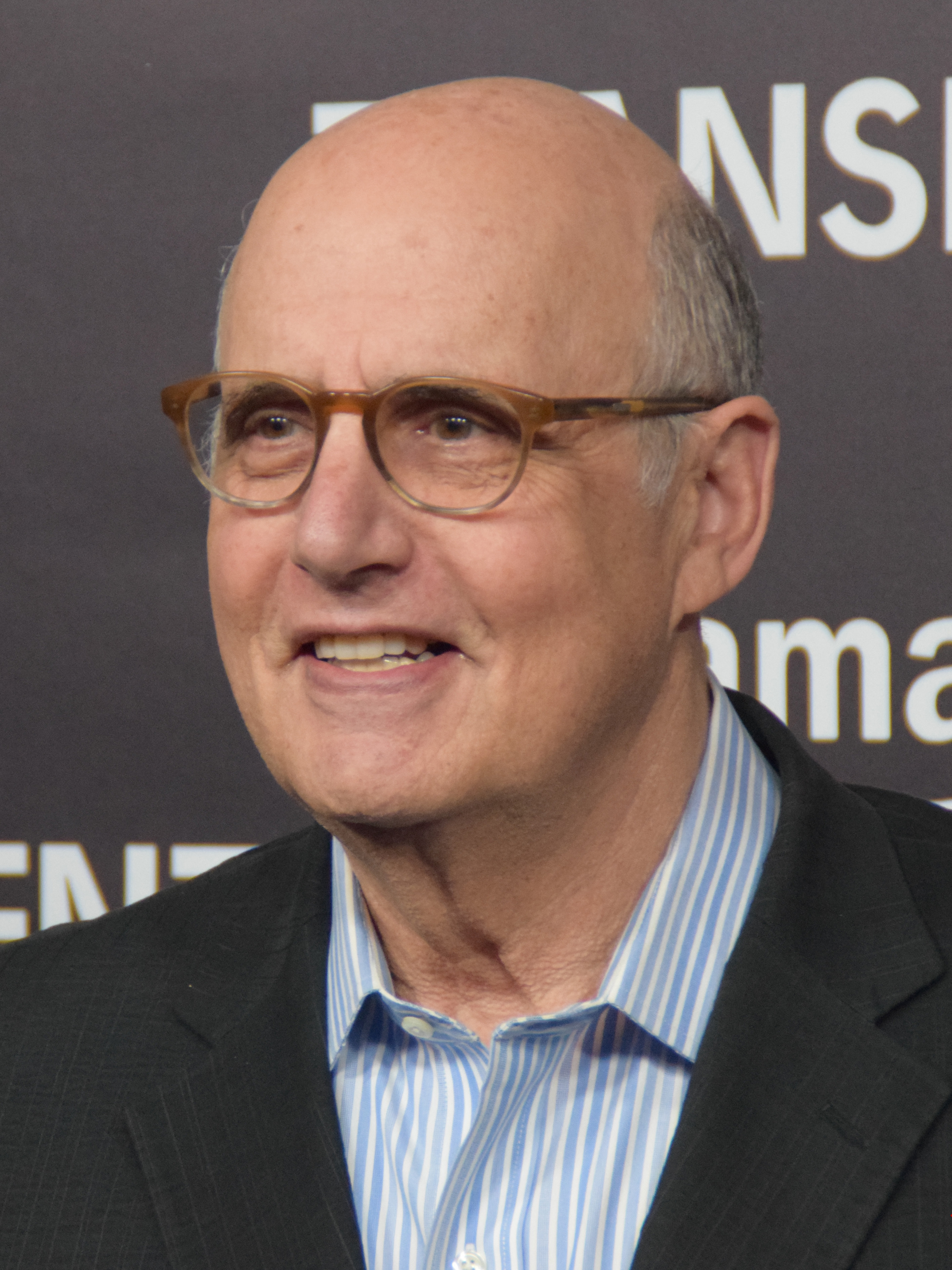
Джеффри Тэмбор — Лучший актёр второго плана в музыкальном или комедийном сериале

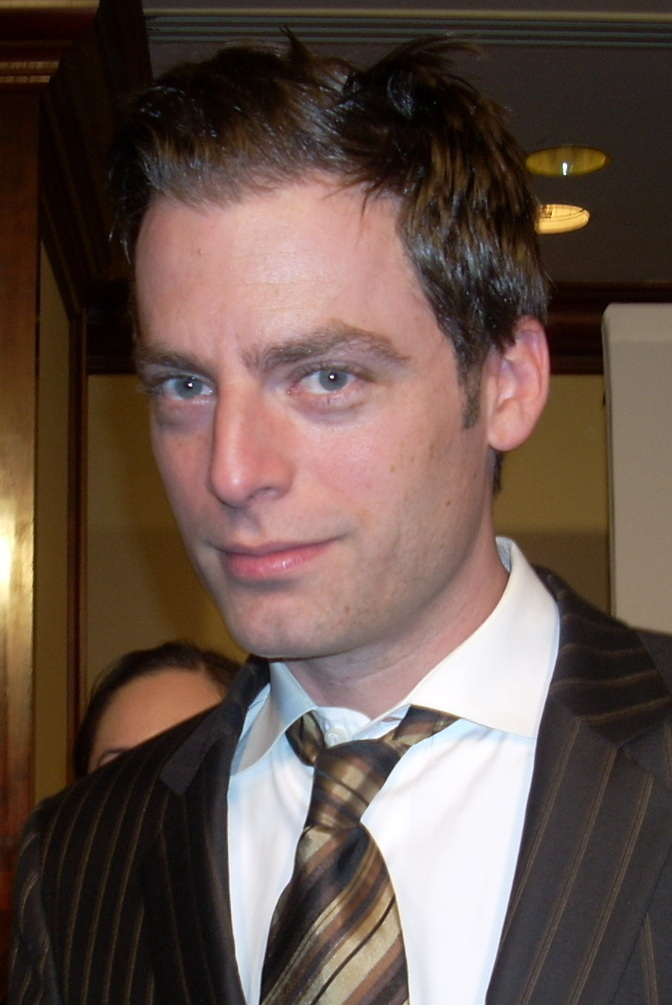
Джастин Кирк — Лучший актёр второго плана в мини-сериале или телефильме

Мэри Стинбурген — Лучшая актриса второго плана в драматическом сериале

Jessica Walker — Лучшая актриса второго плана в музыкальном или комедийном сериале

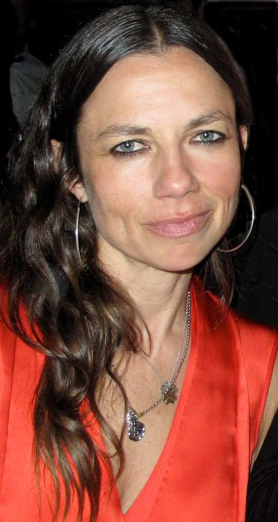
Жюстин Бейтман — Лучшая актриса второго плана в мини-сериале или телефильме

### Лучший актёр — Драматический сериал
Майкл Чиклис — Щит
- Дэвид Бориназ — Ангел
- Anthony LaPaglia — Без следа
- Julian McMahon — Части тела
- David Paymer — На линии огня
- Nick Stahl — Карнавал

### Лучший актёр — Музыкальный или комедийный сериал
Берни Мак — Шоу Берни Мака
- Sacha Baron Cohen — Шоу Али Джи
- Bryan Cranston — Малкольм в центре внимания
- Larry David — Умерь свой энтузиазм
- Eric McCormack — Уилл и Грейс
- Tony Shalhoub — Детектив Монк

### Лучший актёр — Мини-сериал или телефильм
Джеймс Вудз — Руди: История Руди Джулиани
- Роберт Карлайл — Гитлер: Восхождение дьявола
- Troy Garity — Солдатская девушка
- Lee Pace — Солдатская девушка
- Аль Пачино — Ангелы в Америке
- Том Уилкинсон — Нормальный

### Лучшая актриса — Драматический сериал
Си Си Паундер — Щит
- Дженнифер Гарнер — Шпионка
- Amy Madigan — Карнавал
- Ellen Muth — Мёртвые, как я
- Joely Richardson — Части тела
- Amber Tamblyn — Новая Жанна д’Арк

### Лучшая актриса — Музыкальный или комедийный сериал
Джейн Кашмарек — Малкольм в центре внимания
- Lauren Graham — Девочки Гилмор
- Bonnie Hunt — Жизнь с Бонни
- Debra Messing — Уилл и Грейс
- Алисия Сильверстоун — Сваха
- Ванда Сайкс — Ванда целиком

### Лучшая актриса — Мини-сериал или телефильм
Мерил Стрип — Ангелы в Америке
- Фелисити Хафман — Развал
- Джессика Лэнг — Нормальный
- Хелен Миррен — Римский источник миссис Стоун
- Мэри Тайлер Мур — Благословения
- Мэгги Смит — Мой дом в Умбрии

### Лучший мини-сериал
Ангелы в Америке
- Дети Дюны
- Развал
- Доктор Живаго
- Елена Троянская
- Хорнблоуэр

### Лучший драматический сериал
Щит
- Пульс города
- Карнавал
- Закон и порядок: Специальный корпус
- Части тела
- Клиент всегда мёртв

### Лучший сериал — Мюзикл или Комедия
Замедленное развитие
- Шоу Али Джи
- Шоу Берни Мака
- Умерь свой энтузиазм
- Печально известный малый
- Секс в большом городе

### Лучший актёр второго плана — Драматический сериал
Нил МакДонахью — Пульс города
- Andy Hallett — Ангел
- Хилл Харпер — Оперативник
- Энтони Хилд — Бостонская публика
- Майкл Розенбаум — Тайны Смолвиля
- Грегори Смит — Любовь вдовца

### Лучший актёр второго плана — Музыкальный или комедийный сериал
Джеффри Тэмбор — Замедленное развитие
- Дэвид Кросс — Замедленное развитие
- Дэвид алан Гриер — Жизнь с Бонни
- Шон Хайз — Уилл и Грейс
- Мэтт ЛеБланк — Друзья
- Дэвид Хайд Пирс — Фрейзер

### Лучший актёр второго плана — Мини-сериал или телефильм
Джастин Кирк — Ангелы в Америке
- Eion Bailey — И Панчо Вилья в роли самого себя
- Крис Купер — Мой дом в Умбрии
- Shawn Hatosy — Солдатская девушка
- Патрик Уилсон — Ангелы в Америке
- Джеффри Райт — Ангелы в Америке

### Лучшая актриса второго плана — Драматический сериал
Мэри Стинбурген — Новая Жанна д’Арк
- Amy Acker — Ангел
- Adrienne Barbeau — Карнавал
- Loretta Devine — Бостонская публика
- Лена Олин — Шпионка
- Gina Torres — Ангел

### Лучшая актриса второго плана — Музыкальный или комедийный сериал
Jessica Walter — Замедленное развитие
- Келли Бишоп — Девочки Гилмор
- Kim Cattrall — Секс в большом городе
- Jane Leeves — Фрейзер
- Christa Miller — Клиника
- Portia de Rossi — Замедленное развитие

### Лучшая актриса второго плана — Мини-сериал или телефильм
Жюстин Бейтман — Развал
- Джейн Аткинсон — Наш городок
- Anne Bancroft — Римский источник миссис Стоун
- Jane Curtin — Наш городок
- Mary-Louise Parker — Ангелы в Америке
- Эмма Томпсон — Ангелы в Америке

### Лучший телефильм
Руди: История Руди Джулиани
- И Панчо Вилья в роли самого себя
- My House in Umbria
- Нормальный
- Наш городок
- Солдатская девушка

## New Media winners and nominees

### Best Classic DVD
Луни Тюнз
- The Ace of Hearts, The Unknown, Laugh, Clown, Laugh, and Lon Chaney: A Thousand Faces (For «The Lon Chaney Collection».)
- From Russia with Love, You Only Live Twice, Diamonds Are Forever, Moonraker, For Your Eyes Only, The Living Daylights, The World Is Not Enough, Thunderball, On Her Majesty’s Secret Service, Live and Let Die, Octopussy, A View to a Kill, and Die Another Day (For «The James Bond DVD Collection», volumes 2 & 3.)
- Modern Times, The Gold Rush, The Great Dictator, Limelight (For «The Charlie Chaplin Collection» (Warner).)
- Raiders of the Lost Ark, Indiana Jones and the Temple of Doom, and Indiana Jones and the Last Crusade (For «The Adventures of Indiana Jones» set.)
- Scarface

### Best Documentary DVD
Lost in La Mancha
- The Blue Planet
- Canada: A People's History
- Gigantic (A Tale of Two Johns)
- Saturday Night Live — 25 Years of Music
- Trembling Before G-d

### Best DVD Extras
В поисках Немо
- Firefly
- Alien, Aliens, Alien3, and Alien Resurrection (For «The Alien Quadrilogy».)
- The Lord of the Rings: The Two Towers (For the Special Extended Edition.)
- Raiders of the Lost Ark, Indiana Jones and the Temple of Doom, and Indiana Jones and the Last Crusade (For «The Adventures of Indiana Jones» set.)
- Willard

### Best DVD Release of TV Shows
Шпионка (For The Complete Second Season.)
- 24 (For The Complete Second Season.)
- Dawson's Creek (For The Complete Second Season.)
- Family Guy (For Volume 2.)
- Mr. Show with Bob and David (For The Complete Third Season.)
- Star Trek: Deep Space Nine (For Season 7.)

### Most Innovative Story Design
XIII
- PlanetSide
- Star Wars: Knights of the Old Republic
- The Sims: Superstar
- True Crime: Streets of LA

### Outstanding Art Direction
Властелин колец: Возвращение короля (video game)
- Battlefield 1942 (For the add-on «The Road to Rome».)
- Final Fantasy XI
- Max Payne 2: The Fall of Max Payne
- SOCOM II: U.S. Navy SEALs

### Outstanding Character
Grand Theft Auto: Vice City For «Tommy Vercetti» (Ray Liotta).
- Def Jam Vendetta For «Def Jam Crew» ('DMX'/Ludacris/Method Man/Redman).
- True Crime: Streets of LA For «Unknown» (Snoop Dogg).
- XIII For the XIII Voice (David Duchovny).

### Outstanding Execution of a Gaming Concept
Star Wars: Knights of the Old Republic
- Call of Duty
- Enter the Matrix
- Max Payne 2: The Fall of Max Payne
- Socom II: U.S. Navy Seals
- Властелин колец: Возвращение короля (video game)

### Outstanding Overall DVD
The Lord of the Rings: The Two Towers (For the Special Extended Edition.)
- Alien, Aliens, Alien 3, and Alien Resurrection (For «The Alien Quadrilogy».)
- Jackass: The Movie
- Луни Тюнз: Золотая коллекция
- Пираты Карибского моря: Проклятие Чёрной жемчужины
- Raiders of the Lost Ark, Indiana Jones and the Temple of Doom, and Indiana Jones and the Last Crusade (For «The Adventures of Indiana Jones» set.)

### Outstanding Youth DVD
The Lion King (For the Platinum Edition.)
- Barbie of Swan Lake
- В поисках Немо
- It's a Very Merry Muppet Christmas Movie
- Itty Bitty Heartbeats
- Hooves of Fire, and Legend of the Lost Tribe (Robbie the Reindeer — Hooves of Fire/Legend of the Lost Tribe (US Versions))

## Распределение наград

### Фильмы
Победители:
4 / 10 Последний самурай: Лучшая операторская работа / Лучший дизайн костюмов / Лучший монтаж / Лучшая музыкак фильму
3 / 5 Трудности перевода: Лучший актёр и Фильм — Мюзикл или Комедия / Лучший оригинальный сценарий
3 / 6 В Америке: Лучший режиссёр / Лучший фильм — Драма / Лучший актёр второго плана — Драма
2 / 7 Хозяин морей: На краю земли: Лучшая музыка / Лучшие визуальные эффекты
2 / 8 Таинственная река: Лучший актёр — Драма / Лучший сценарий — Адаптированный
1 / 1 Amandla!: A Revolution in Four-Part Harmony: Лучший документальный фильм
1 / 1 Город Бога: Лучший фильм на иностранном языке
1 / 1 Монстр: Лучшая актриса — Драма
1 / 1 Любовь по правилам и без: Лучшая актриса — Мюзикл или Комедия
1 / 1 Трио из Бельвилля: Лучший анимированный или смешанный фильм
1 / 2 Однажды в Мексике: Лучшая песня
1 / 2 Праздник Эйприл: Лучшая актриса второго плана — Мюзикл или Комедия
1 / 4 21 грамм: Лучший актёр — Драма
1 / 4 Тормоз (фильм): Лучшая актриса второго плана — Драма
1 / 4 Могучий ветер: Лучший актёр второго плана — Мюзикл или Комедия
1 / 8 Властелин колец: Возвращение короля: Лучший художник-постановщик
Проигравшие:
0 / 8 Фаворит (фильм, 2003)
0 / 6 Тринадцать
0 / 5 Американское великолепие, Пираты Карибского моря: Проклятие Чёрной жемчужины
0 / 4 Убить Билла. Фильм 1, Оседлавший кита
0 / 3 Холодная гора, Реальная любовь
0 / 2 Плохой Санта, Играй как Бекхэм, Братец Медвежонок, Девочки из календаря, Camp, В поисках Немо, Дом из песка и тумана, Месье Ибрагим и цветы Корана, Афера Стивена Гласса, The Station Agent

### Television
Победители:
3 / 3 Щит: Лучший актёр и актриса — Драматический сериал / Лучший драматический сериал
3 / 5 Замедленное развитие: Лучший сериал — Музыкальный или комедийный сериал / Лучший актёр второго плана и актриса второго плана — Музыкальный или комедийный сериал
3 / 8 Ангелы в Америке: Лучшая актриса и актёр второго плана — Мини-сериал или телефильм / Лучший мини-сериал
2 / 2 Руди: История Руди Джулиани: Лучший актёр — Мини-сериал или телефильм / Лучший телефильм
1 / 2 Шоу Берни Мака: Лучший актёр — Музыкальный или комедийный сериал
1 / 2 Пульс города: Лучший актёр второго плана — Драматический сериал
1 / 2 Новая Жанна д’Арк: Лучшая актриса второго плана — Драматический сериал
1 / 2 Малкольм в центре внимания: Лучшая актриса — Музыкальный или комедийный сериал
1 / 3 Развал: Лучшая актриса второго плана — Мини-сериал или телефильм
Проигравшие:
0 / 4 Ангел, Карнавал, Солдатская девушка
0 / 3 Части тела, My House in Umbria, Нормальный, Уилл и Грейс
0 / 2 Шпионка, Шоу Али Джи, Умерь свой энтузиазм, Жизнь с Бонни, Римский источник миссис Стоун